# 일본항공협회
일본항공협회(일본어: 日本航空協会 니혼코쿠쿄카이[*])는 일본에서 항공스포츠를 총괄하는 유일한 단체이다. 국제 항공 연맹 (FAI)에 가입하고 있다. 현재 회장은 곤도 아키오이다.